# Dypsis plumosa
Dypsis plumosa är en enhjärtbladig växtart som beskrevs av Hodel, J.Marcus och John Dransfield. Dypsis plumosa ingår i släktet Dypsis och familjen Arecaceae. Inga underarter finns listade i Catalogue of Life.